# Volkswagen Amarok

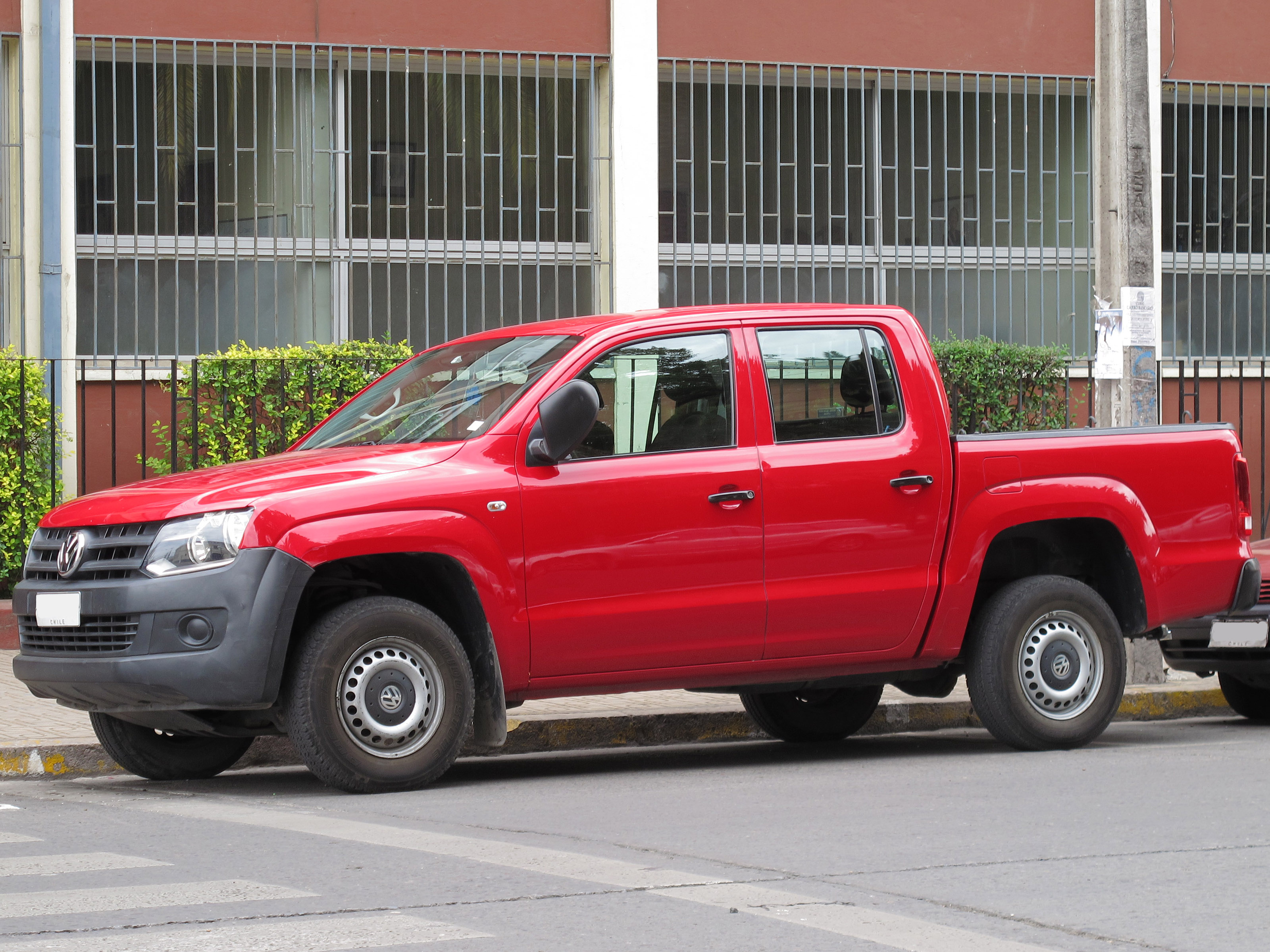
2011-es 4x2 hajtású alapmodell

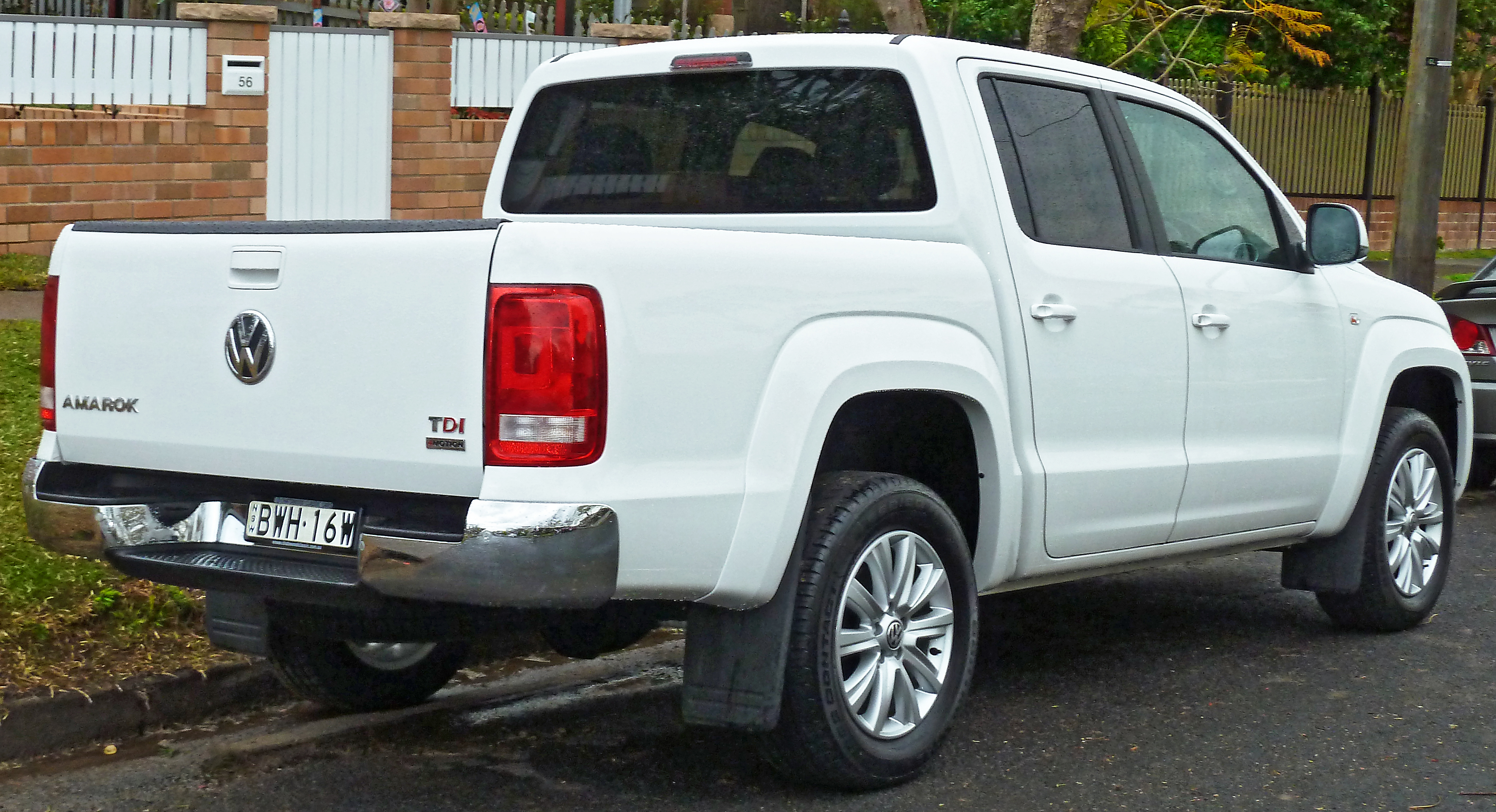
Amarok Highline double cab, Ausztrália

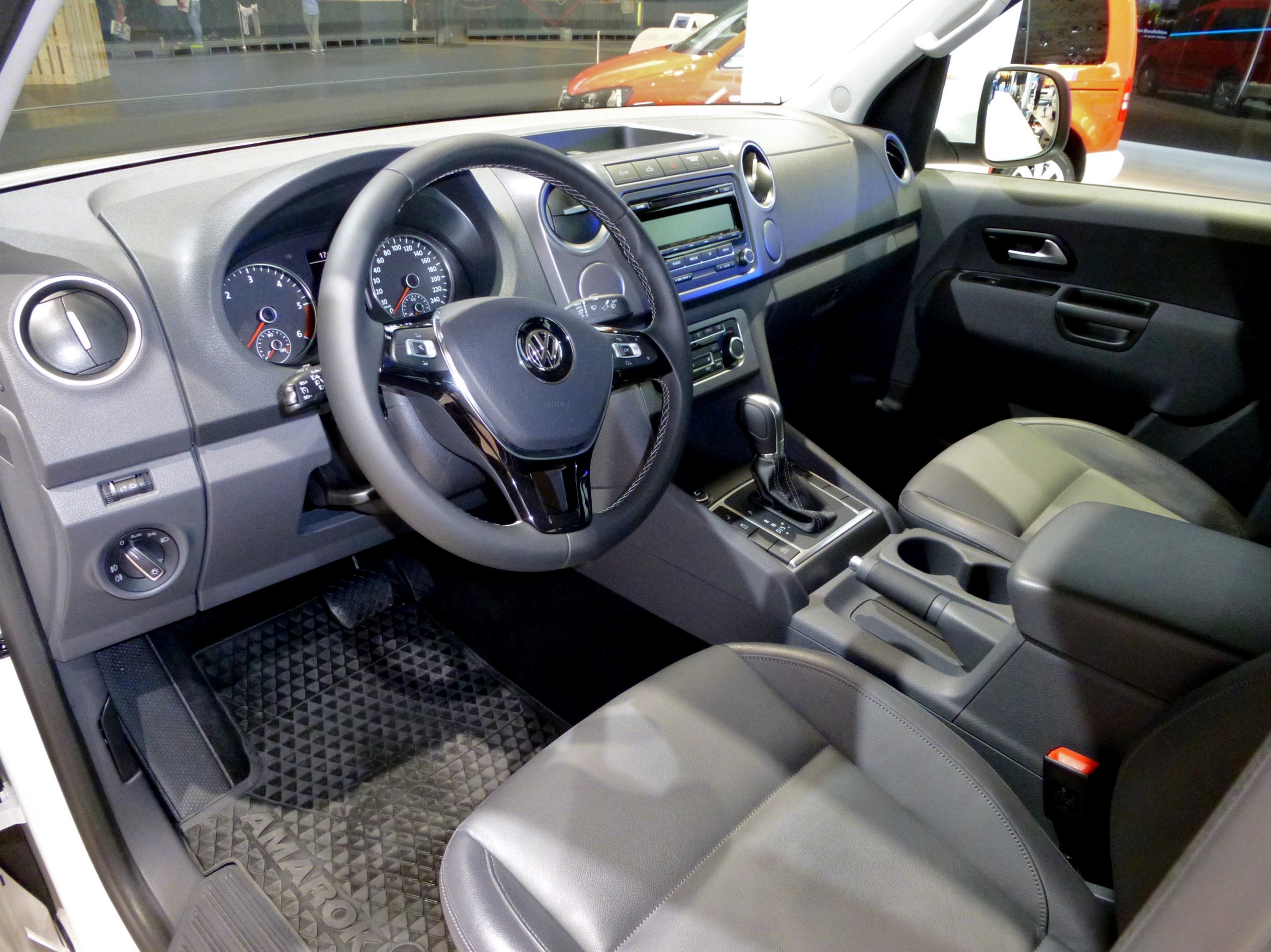
Az Amarok Atacama modellváltozat belseje

A Volkswagen Amarok a Volkswagen cég 2010-ben bevezetett pick-up autómodellje, amelynek nevét az Interbrand céggel együtt alakították ki. a nevet, amely inuit nyelven "farkast" jelent,  2009. június 4-én hozták nyilvánosságra. (Amarok  a címe Mike Oldfield 1990-es albumának is.)

## Motorválaszték
Az Amarok TDI jelű dízel vagy FSI jelű benzinmotorokkal kapható.
| Modellváltozat                   | Év        | Motor  | Lökettérfogat         | Teljesítmény                            | Nyomaték                            |
| -------------------------------- | --------- | ------ | --------------------- | --------------------------------------- | ----------------------------------- |
| 2.0 TSI                          | 2011–     | I4 16V | 1984 cc (121,1 cu in) | 118 kW (160 PS; 158 hp) @ 3800–5500 rpm | 300 N⋅m (220 lb⋅ft) @ 1600–3750 rpm |
| 2.0 TDI (CR) DPF                 | 2010–2011 | I4 16V | 1968 cc (120,1 cu in) | 90 kW (122 PS; 121 hp) @ 3750 rpm       | 340 N⋅m (250 lb⋅ft) @ 1750–2250 rpm |
| 2.0 TDI (CR) DPF                 | 2012-     | I4 16V | 1968 cc (120,1 cu in) | 103 kW (140 PS; 138 hp) @ 3750 rpm      | 340 N⋅m (250 lb⋅ft) @ 1750–2250 rpm |
| 2.0 BiTDI (CR) DPF               | 2010–     | I4 16V | 1968 cc (120,1 cu in) | 120 kW (163 PS; 161 hp) @ 4000 rpm      | 400 N⋅m (300 lb⋅ft) @ 1500–2000 rpm |
| 2.0 BiTDI (CR) DPF               | 2012–     | I4 16V | 1968 cc (120,1 cu in) | 132 kW (179 PS; 177 hp)                 | 420 N⋅m (310 lb⋅ft) @ 1500–2000 rpm |
| 3.0 TDI (CR) Bluemotion SCR, DPF | 2016–     | V6 24V | 2967 cc (181,1 cu in) | 120–165 kW (163–224 PS; 161–221 hp)     | 550 N⋅m (410 lb⋅ft) @ 1500–2000 rpm |

## Díjai, elismerései
- Auto Esporte – Pickup of the Year 2011 (Brazil)[3]
- Safest Pickup 2011
- Auto Test – Cruze, One and Amarok, the best of the year according to Auto Test (Argentina)[4]
- Parabrisas – Pickup of the Year 2011 (Argentina)[4]
- MotorTransport – International Pickup Truck of the Year (UK)[5]
- OFF ROAD – Pickup of the Year 2011 (Germany)[6]
- Magazin Jäger – Goldenen Keiler (Golden Boar) Best Hunting Car (Germany)[7]
- ROAD – Russian Automobile Dealers Golden Klaxon – Special Vehicles Class (Russia)[8]
- What Van? – Pickup of the Year 2012 (UK)[9]
- 4X4 Australia – Ute of the Year 2011 (Australia)[10]
- Delivery – Ute of the Year 2011 (Australia)[11]
- Zoo Magazine – Manliest Motor of the Year 2011 (UK)[12]
- British Insurance Vehicle Security Awards – Best Pickup of the Year 2011 (UK)[12]

## Search and Rescue Pickup concept
Volkswagen az  IAA Commercial Vehicle Show-n 2009 szeptemberében mutatta be a SAR Pickup koncepcióautót (Search and Rescue Pickup concept).

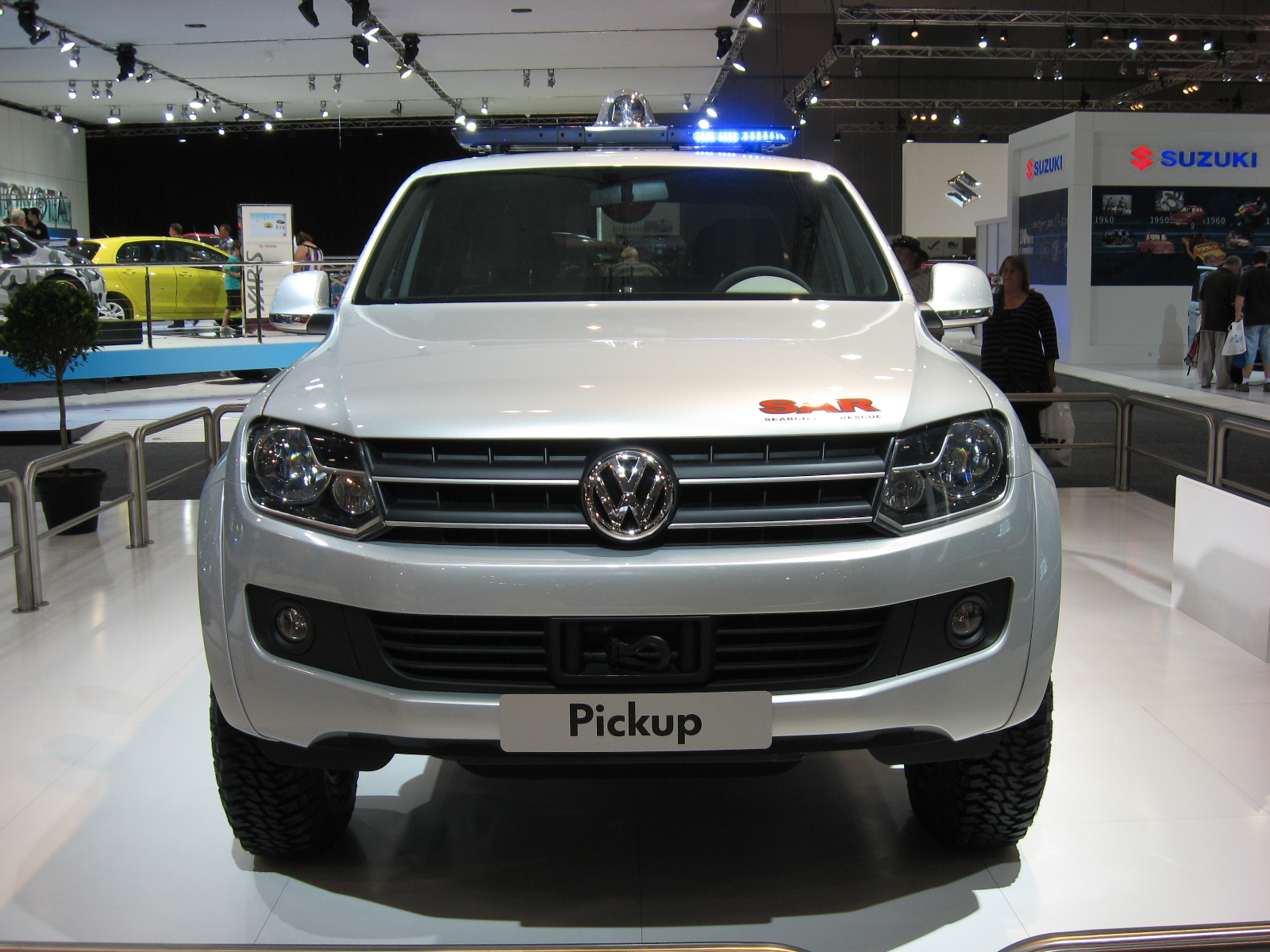
2008 SAR Concept Pickup a 2009-es Melbourne International Motor Show-n
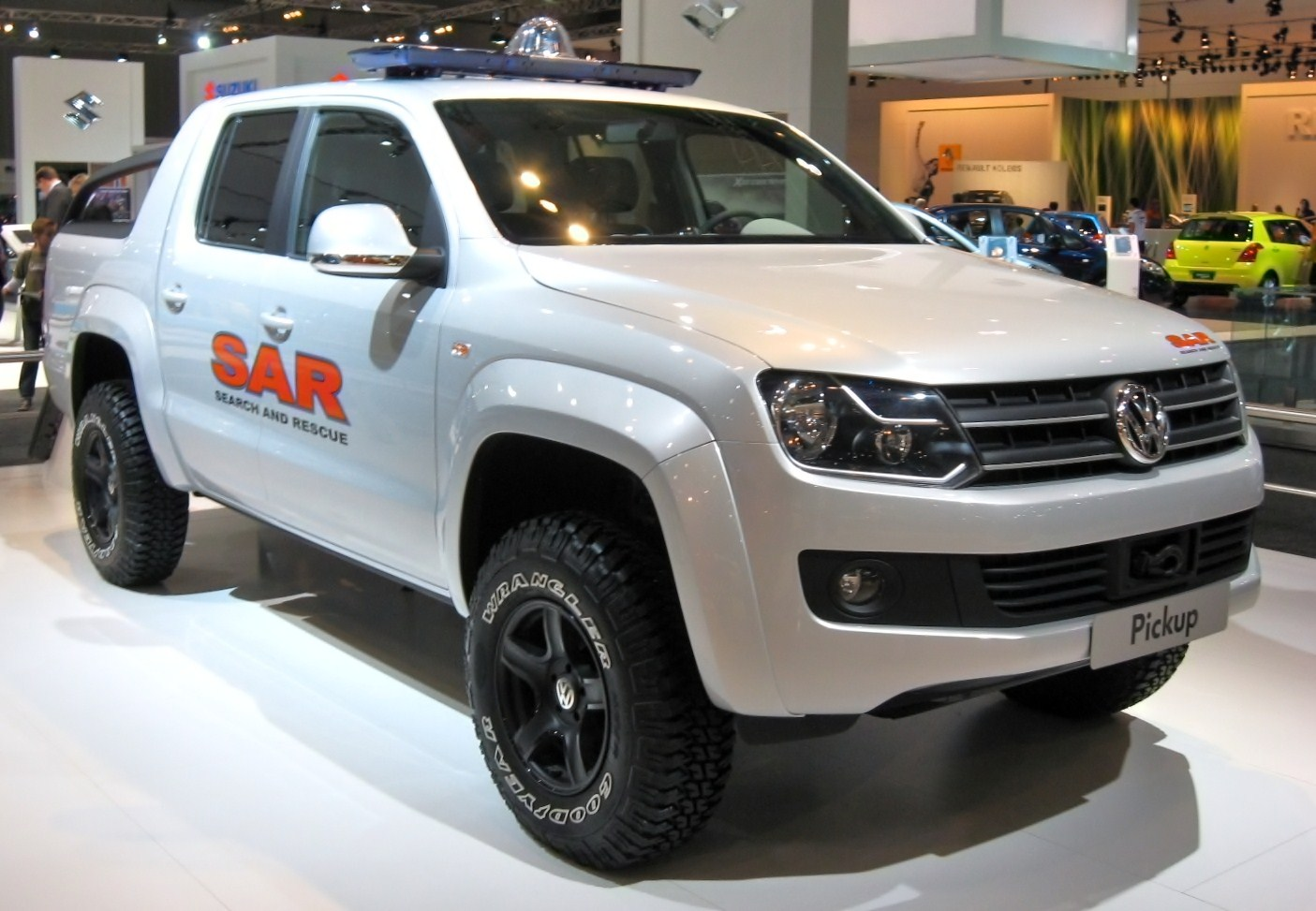
2008 SAR Concept Pickup a 2009-es Melbourne International Motor Show-n
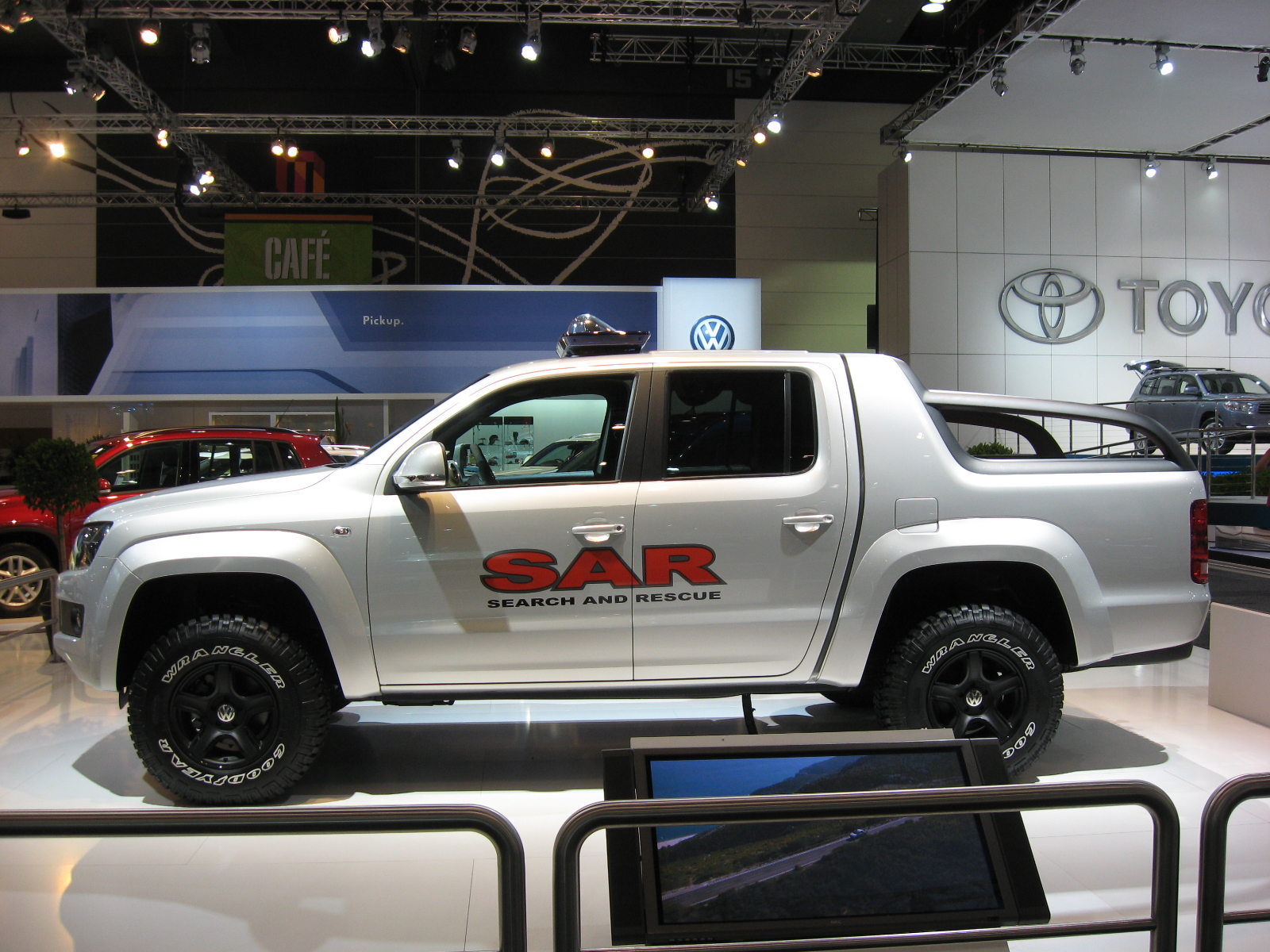
2008 SAR Concept Pickup a 2009-es Melbourne International Motor Show-n
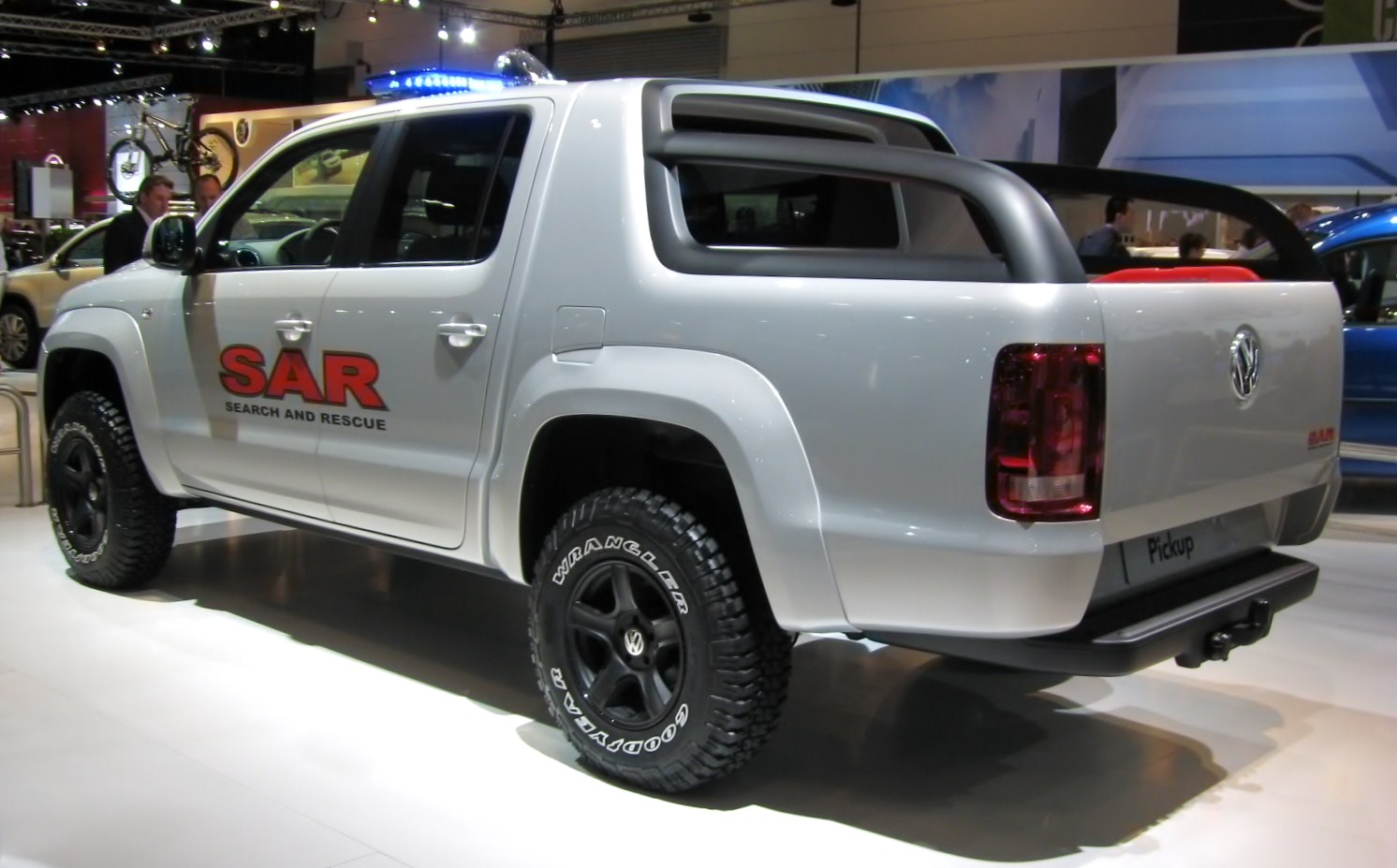
2008 SAR Concept Pickup a 2009-es Melbourne International Motor Show-n
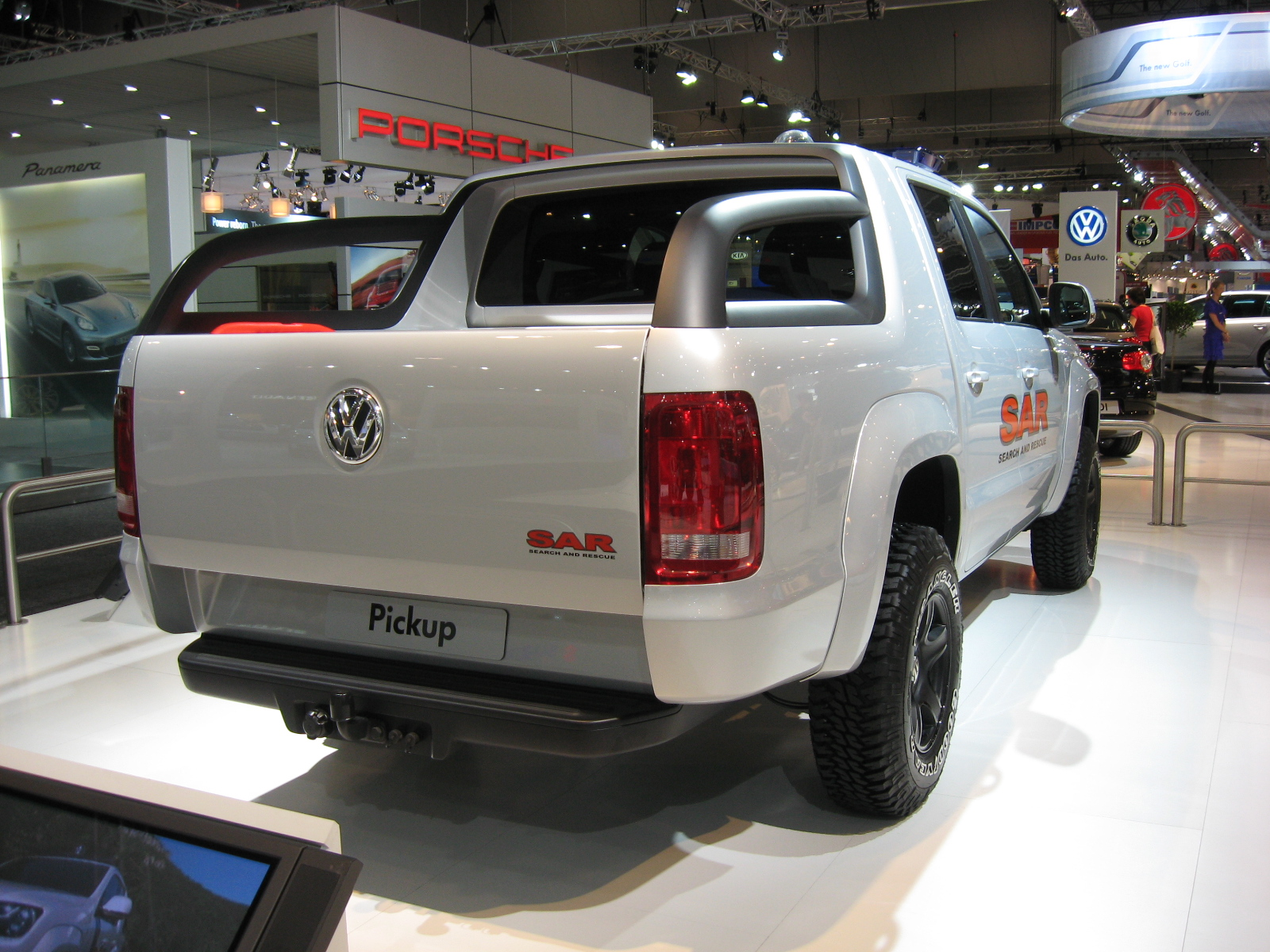
2008 SAR Concept Pickup a 2009-es Melbourne International Motor Show-n
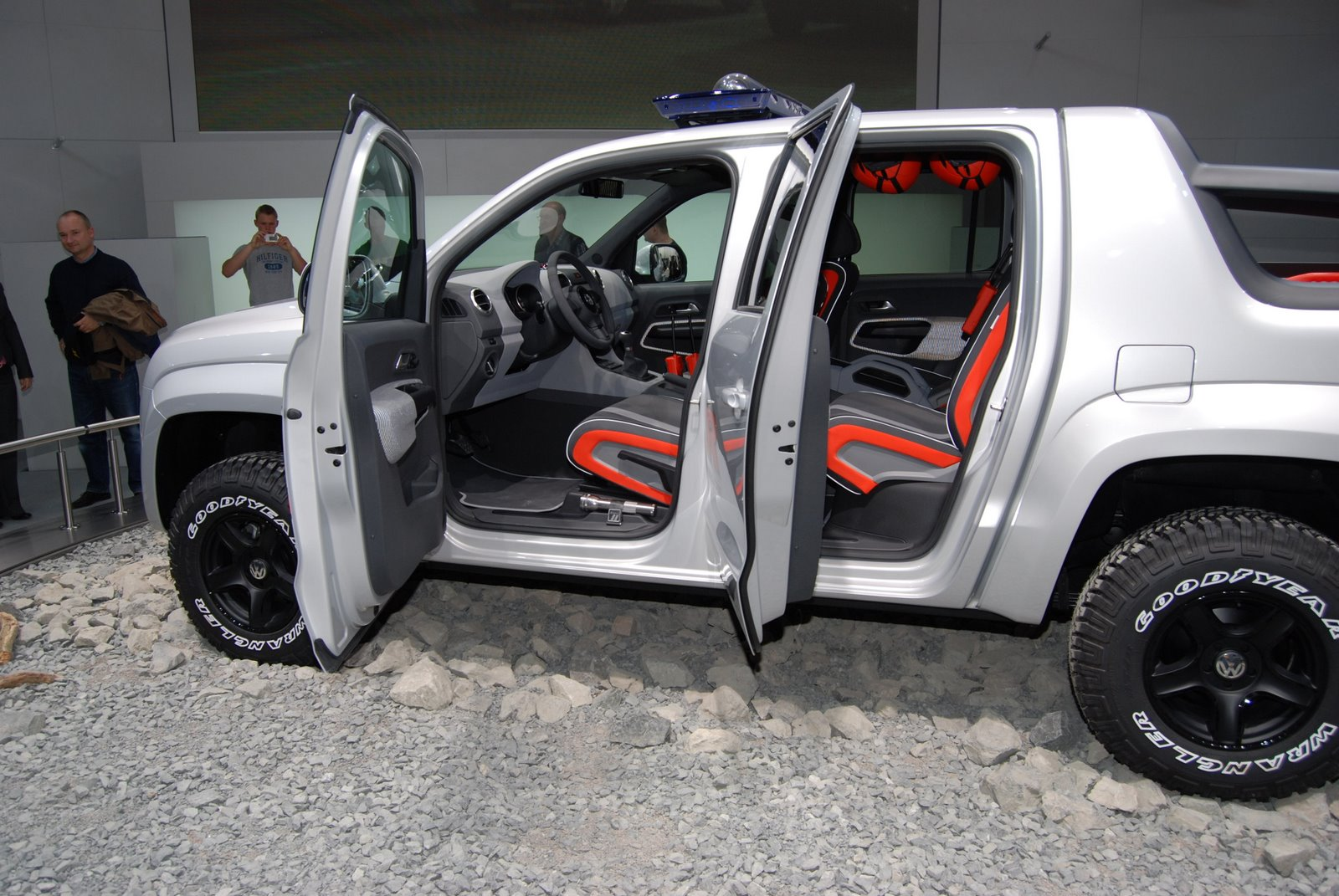
2008 SAR Concept Pickup a 2008-as IAA kiállításon
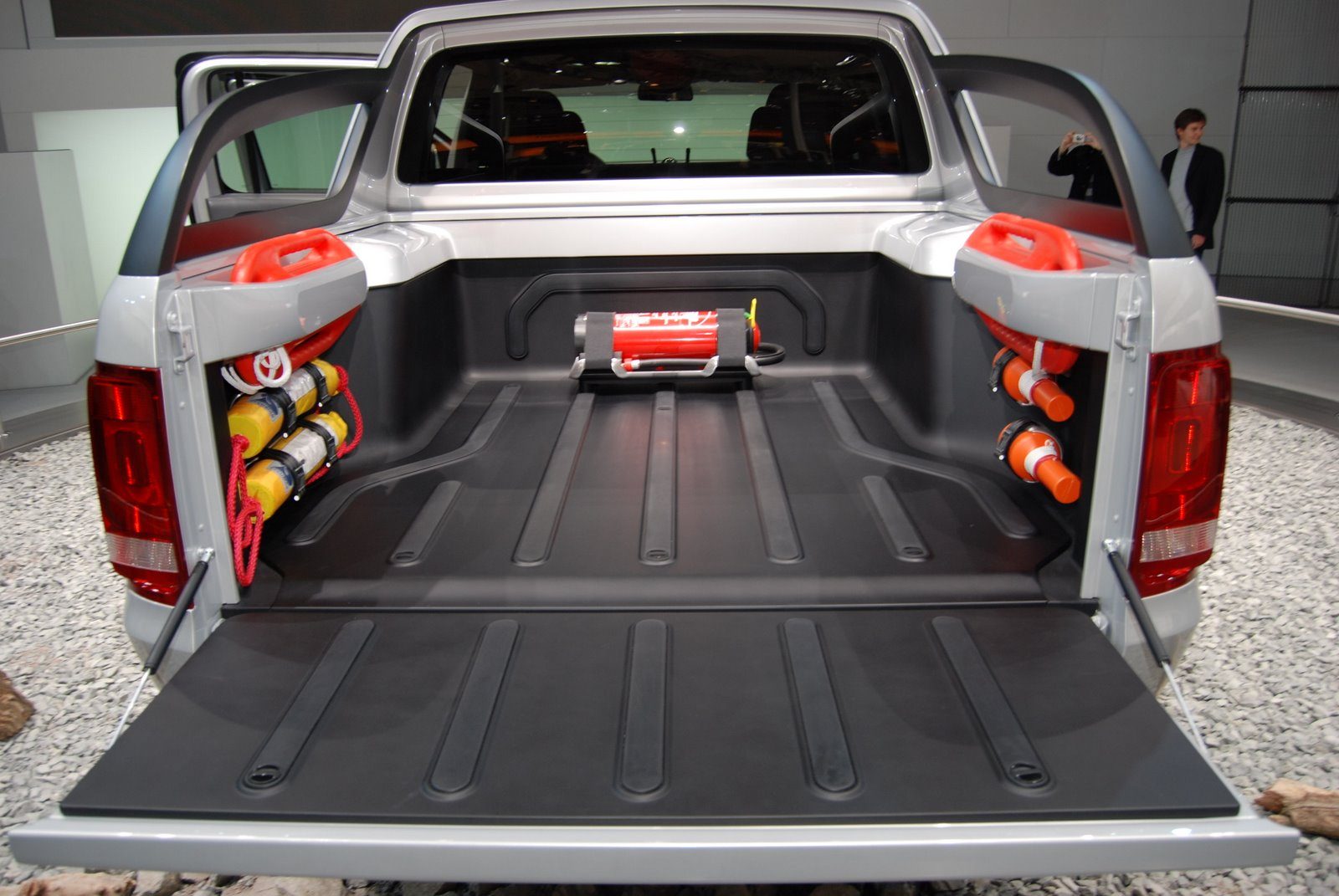
2008 SAR Concept Pickup a 2008-as IAA kiállításon